# Synthronon

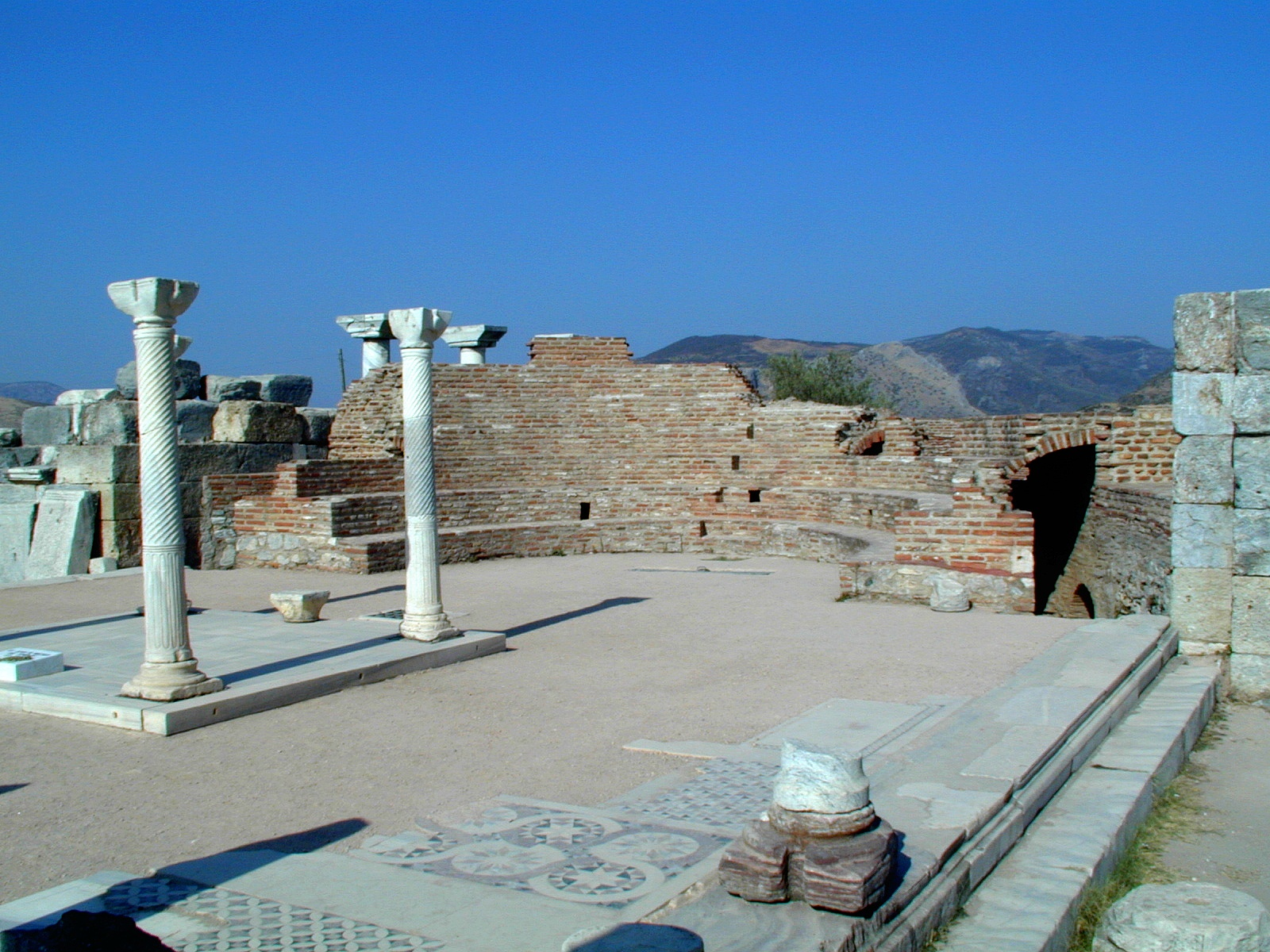
Synthronon de Saint-Jean d'Éphèse, avec passage souterrain.

Le synthronon désigne en grec le banc semi-circulaire qui, dans les églises paléochrétiennes (à partir du Ve siècle), est aménagé dans ou devant l'abside, derrière le bêma. Il est réservé au clergé et peut comporter plusieurs gradins, auquel cas seul le plus élevé est utilisé. Ces synthrona surélevés sont fréquemment pourvus d'un passage souterrain qui court le long du mur de l'abside, dont la fonction reste indéterminée : c'est le cas par exemple à Sainte-Irène ou à Saint-Jean le Théologien à Éphèse. Dans les églises épiscopales, la cathedra de l'évêque est placée au sommet et au centre du synthronon : l'évêque siège alors au milieu du clergé comme le Christ au milieu des apôtres.